# Campeonato Europeo de Bádminton por Equipo Mixto
El Campeonato Europeo de Bádminton por Equipo Mixto es un torneo de bádminton a nivel europeo que disputan equipos mixtos. Es organizado anualmente desde 1972 por la Unión Europea de Bádminton (EBU).

## Ediciones
| Núm.   | Año  | Sede                        | Medalla de oro | Medalla de plata | Medalla de bronce     |
| ------ | ---- | --------------------------- | -------------- | ---------------- | --------------------- |
| I      | 1972 | Karlskrona · ( Suecia)      | Inglaterra     | Dinamarca        | RFA                   |
| II     | 1974 | Viena · ( Austria)          | Inglaterra     | Dinamarca        | Suecia                |
| III    | 1976 | Dublín ( Irlanda)           | Dinamarca      | Inglaterra       | Suecia                |
| IV     | 1978 | Preston ( Reino Unido)      | Inglaterra     | Dinamarca        | Suecia                |
| V      | 1980 | Groninga · ( Países Bajos)  | Dinamarca      | Inglaterra       | Suecia                |
| VI     | 1982 | Böblingen ( RFA)            | Inglaterra     | Suecia           | Dinamarca             |
| VII    | 1984 | Preston ( Reino Unido)      | Inglaterra     | Dinamarca        | Suecia                |
| VIII   | 1986 | Uppsala · ( Suecia)         | Dinamarca      | Inglaterra       | Suecia                |
| IX     | 1988 | Kristiansand · ( Noruega)   | Dinamarca      | Suecia           | Inglaterra            |
| X      | 1990 | Moscú ( URSS)               | Dinamarca      | Suecia           | Inglaterra            |
| XI     | 1992 | Glasgow ( Reino Unido)      | Suecia         | Dinamarca        | Inglaterra            |
| XII    | 1994 | Den Bosch · ( Países Bajos) | Suecia         | Dinamarca        | Inglaterra            |
| XIII   | 1996 | Herning ( Dinamarca)        | Dinamarca      | Suecia           | Inglaterra            |
| XIV    | 1998 | Sofía ( Bulgaria)           | Dinamarca      | Inglaterra       | Suecia                |
| XV     | 2000 | Glasgow ( Reino Unido)      | Dinamarca      | Inglaterra       | Países Bajos          |
| XVI    | 2002 | Malmö · ( Suecia)           | Dinamarca      | Inglaterra       | Países Bajos          |
| XVII   | 2004 | Ginebra · ( Suiza)          | Dinamarca      | Países Bajos     | Alemania              |
| XVIII  | 2006 | Den Bosch · ( Países Bajos) | Dinamarca      | Países Bajos     | Inglaterra            |
| XIX    | 2008 | Herning ( Dinamarca)        | Dinamarca      | Inglaterra       | Polonia               |
| XX     | 2009 | Liverpool ( Reino Unido)    | Dinamarca      | Inglaterra       | Polonia · Rusia       |
| XXI    | 2011 | Ámsterdam · ( Países Bajos) | Dinamarca      | Alemania         | Inglaterra · Rusia    |
| XXII   | 2013 | Rámenskoye · ( Rusia)       | Alemania       | Dinamarca        | Inglaterra · Rusia    |
| XXIII  | 2015 | Lovaina · ( Bélgica)        | Dinamarca      | Inglaterra       | Alemania · Rusia      |
| XXIV   | 2017 | Lubin · ( Polonia)          | Dinamarca      | Rusia            | Alemania · Inglaterra |
| XXV    | 2019 | Copenhague ( Dinamarca)     | Dinamarca      | Alemania         | Países Bajos · Rusia  |
| XXVI   | 2021 | Vantaa · ( Finlandia)       | Dinamarca      | Francia          | Rusia · Alemania      |
| XXVII  | 2023 | Aire-sur-la-Lys ( Francia)  | Dinamarca      | Francia          | Inglaterra · Alemania |
| XXVIII | 2025 | Bakú ( Azerbaiyán)          | Dinamarca      | Francia          | Alemania · Inglaterra |

## Medallero histórico
- Actualizado a Bakú 2025.

| Núm. | País         | Oro | Plata | Bronce | Total |
| ---- | ------------ | --- | ----- | ------ | ----- |
| 1    | Dinamarca    | 20  | 7     | 1      | 28    |
| 2    | Inglaterra   | 5   | 9     | 11     | 25    |
| 3    | Suecia       | 2   | 4     | 7      | 13    |
| 4    | Alemania     | 1   | 2     | 7      | 10    |
| 5    | Francia      | 0   | 3     | 0      | 3     |
| 6    | Países Bajos | 0   | 2     | 3      | 5     |
| 7    | Rusia        | 0   | 1     | 6      | 7     |
| 8    | Polonia      | 0   | 0     | 2      | 2     |
|      | TOTAL        | 28  | 28    | 37     | 93    |